# Serres de Mariola i el Carrascar de la Font Roja
Serres de Mariola i el Carrascar de la Font Roja este o arie protejată (sit de importanță comunitară — SCI) din Spania întinsă pe o suprafață de 19.946 ha, integral pe uscat.

## Localizare
Centrul sitului Serres de Mariola i el Carrascar de la Font Roja este situat la coordonatele 38°42′35″N 0°32′56″W / 38.7097°N 0.5489°V.

## Înființare
Situl Serres de Mariola i el Carrascar de la Font Roja a fost declarat sit de importanță comunitară în decembrie 1997 pentru a proteja 18 specii de animale.

## Biodiversitate
Situată în ecoregiunea mediteraneană, aria protejată conține 15 habitate naturale: Păduri termofile cu Fraxinus angustifolia, Matorral arborescenți cu Juniperus spp., Galerii de Salix alba și de Populus alba, Păduri iberice de Quercus faginea și Quercus canariensis, Lande oro-mediteraneene cu formațiuni endemice de grozamă, Pante stâncoase calcaroase cu vegetație casmofită, Pajiști alpine și subalpine calcaroase, Păduri mediteraneene de Taxus baccata, Liziere de ierburi înalte hidrofile de câmpie și de nivel montan până la alpin, Pseudostepă cu ierburi și specii anuale de Thero-Brachypodietea, Pajiști umede mediteraneene cu ierburi înalte de Molinio-Holoschoenion, Păduri de Quercus ilex și Quercus rotundifolia, Izvoare petrifiante cu formare de travertin (Cratoneurion), Tufărișuri termo-mediteraneene și de pre-deșert, Galerii și tufărișuri riverane sudice (Nerio-Tamaricetea și Securinegion tinctoriae).
La baza desemnării sitului se află mai multe specii protejate:
- păsări (12): acvilă de munte (Aquila chrysaetos), buha (Bubo bubo), caprimulg (Caprimulgus europaeus), șerpar (Circaetus gallicus), șoim călător (Falco peregrinus), Galerida theklae, Hieraaetus fasciatus, acvilă pitică (Hieraaetus pennatus), ciocârlie de pădure (Lullula arborea), Oenanthe leucura, Pyrrhocorax pyrrhocorax, silvie de tufiș (Sylvia undata)
- mamifere (6): liliac cu aripi lungi (Miniopterus schreibersii), liliac cu urechi de șoarece (Myotis blythii), liliac cu picioare lungi (Myotis capaccinii), liliacul mediteranean cu potcoavă (Rhinolophus euryale), liliacul mare cu potcoavă (Rhinolophus ferrumequinum), liliacul cu potcoavă a lui méhely (Rhinolophus mehelyi)

Pe lângă speciile protejate, pe teritoriul sitului au mai fost identificate 5 specii de plante.